# Rector
Rector è una city degli Stati Uniti d'America, situata nella contea di Clay dello stato dell'Arkansas. La città deve il suo nome al Governatore Henry Massey Rector (1816-1899).

## Geografia fisica
Secondo lo United States Census Bureau, Rector si estende su una superficie di 3,47 km² (1,34 mi²).

## Società

### Evoluzione demografica
Al censimento del 2000, la città contava 1 998 abitanti, passati a 1 977 nel 2010.